# 佐和山城

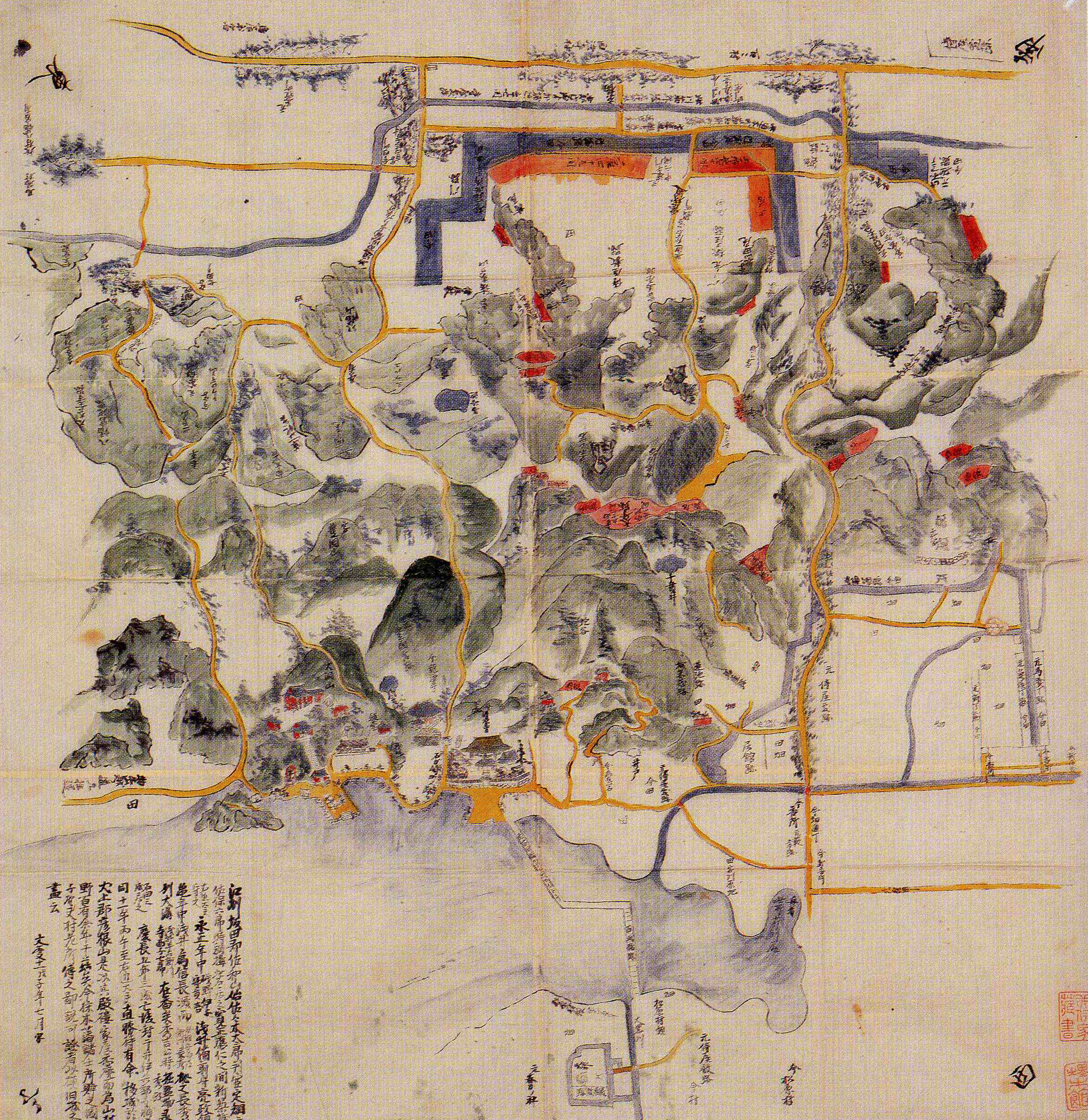
佐和山城図

佐和山城（さわやまじょう）は、近江国坂田郡（滋賀県彦根市）の佐和山にあった中世中期から近世初期にかけての日本の城（山城）。現・佐和山城址。
坂田郡および直近の犬上郡のみならず、織豊政権下において畿内と東国を結ぶ要衝として、軍事的にも政治的にも重要な拠点であり、16世紀の末には織田信長の配下の丹羽長秀、豊臣秀吉の奉行石田三成が居城とし、関ヶ原の合戦後は井伊家が一時的に入城したことでも知られる。

## 歴史

### 佐々木・六角・浅井・織田の時代
佐和山城の歴史は、鎌倉時代、近江守護職・佐々木荘地頭であった佐々木定綱の六男・佐保時綱が築いた砦が始まりとされ、建久年間（1190- 1198年）の文書にその名が見える。
六角政頼・久頼・高頼・氏綱・定頼の代の期間、六角氏が犬上郡を支配し、応仁の乱の後、家臣の小川左近大夫・小川伯耆守を城主として置いた。
しかし戦国時代の後半に入ると、北近江における六角氏勢力は衰退し、それにともなっては新興勢力である浅井氏が伸張した。佐和山城もその支配に入って、城は磯野員吉に引き渡され、小谷城の支城の1つとなった。
元亀年間には時の城主・磯野員昌が織田信長らと8ヶ月におよぶ戦闘を繰り広げた。しかし、1571年（元亀2年）2月に員昌は降伏し、代わって織田氏家臣の丹羽長秀が入城。浅井氏旧領と朝倉氏の旧領南部、すなわち、北近江六郡と若狭国の支配拠点とした。

### 羽柴・豊臣の時代
天正10年（1582年）6月の本能寺の変の後に行われた清洲会議では、明智光秀討伐に功があった堀秀政に与えられ、秀政は翌年に入城した。これ以降は事実上、豊臣政権下の城となってゆく。堀秀政の留守中は弟の多賀秀種が城代を務めた。天正13年（1585年）には、転封となった堀家に替わって堀尾吉晴が入城。この頃には約１０キロ南西にあたる至近の安土城が廃城となった。さらに石田三成が入城したとされる｡入城時期については天正18年（1590年）7月説と、文禄4年（1595年）7月説があったが、伊藤真昭の研究により、天正19年（1591年）4月であることが確定した（ただし、伊藤は天正19年の入城は城代・蔵入地代官としての入城で、三成が正式に佐和山城主に任じられて北近江4郡を与えられたのは文禄4年7月であったことも立証している）。
三成は、当時荒廃していたという佐和山城に大改修を行って山頂に五層（三層説あり）の天守が高くそびえたつほどの近世城郭を築き、当時の落首に「三成に過ぎたるものが二つあり　島の左近と佐和山の城」と言わしめた。ただし、三成は奉行の任を全うするために伏見城に滞在することが多く、実際に城を任されていたのは父の正継であった。城内の作りは極めて質素で、城の居間なども大抵は板張りで、壁はあら壁のままであった。庭園の樹木もありきたりで、手水鉢も粗末な石で、城内の様子を見た当時の人々もすこぶる案外に感じたと記されている（『甲子夜話』）。

### 佐和山城の戦い
慶長5年（1600年）9月15日の関ヶ原の戦いで三成を破った徳川家康は、小早川秀秋軍を先鋒として佐和山城を攻撃した。城の兵力の大半は関ヶ原の戦いに出陣しており、守備兵力は2800人であった。城主不在にもかかわらず城兵は健闘したが、やがて城内で長谷川守知など一部の兵が裏切り、敵を手引きしたため、同月18日、奮戦空しく落城し、父・正継や正澄、皎月院（三成の妻）など一族は皆、戦死あるいは自害して果てた。江戸時代の『石田軍記』では佐和山城は炎上したとされてきたが、本丸や西の丸に散乱する瓦には焼失した痕跡が認められず、また落城の翌年には井伊直政がすぐに入城しているので、これらのことから落城というよりは開城に近いのではないかとする指摘もある。
家康に従軍した板坂卜斎は陥落した佐和山城に金銀が少しもなく、三成は殆んど蓄えを持っていなかったと記している（『慶長年中卜斎記』）。

### 徳川時代、そして、廃城
石田氏滅亡の後、徳川四天王の一人である井伊直政がこの地に封ぜられ、入城した。井伊家がこのまま佐和山城を利用すると領民は井伊家が石田家を継承したような錯覚を抱き、領民達の前領主への思慕を断ち切ることができないことから、新たに佐和山城から直線距離で1.6キロほど西と至近の地に新たな彦根城築城を計画した。しかし、直政は築城に着手できないまま、関ヶ原合戦での戦傷がもとで慶長7年（1602年）に死去。計画は嫡子の直継が引き継ぐこととなり、大津城・佐和山城・小谷城・観音寺城などの築材を利用しつつ、天下普請によって彦根城を完成させている。佐和山城は慶長11年（1606年）、完成した彦根城天守に直継が移ったことにともない、廃城となった。なお、彦根城の城下町までを含めた全体の完成は元和8年（1622年）のことである。
佐和山城の建造物は彦根城へ移築されたもののほかは徹底的に城割されたため、城址には何も残っていない。しかしそれでも、石垣の一部、土塁、堀、曲輪、千貫井戸跡や西ノ丸にある焔硝櫓跡・塩櫓跡などの施設が一部に現存しており、また、ときとして新たに遺構が発見される。

## 構造
山城として、山上には本丸を中心として西ノ丸・二ノ丸・三ノ丸があり、また隣接する尾根に太鼓丸・法華丸の2つの曲輪がある。東山道に接する大手方面には、谷戸を塞ぐ形で内堀で区画された侍屋敷地が二箇所あり、更にその外側に城下町と外堀がある。琵琶湖に接する搦手口にも城下町があり、湖には百間橋が架かっていた。
佐和山城は井伊家が彦根城に移る際に徹底的な破城を受けており、特に本丸の天守台では9間（15メートル前後）を切り落としたと伝えられている。本丸自体も岩盤が露出するまで破壊され、石垣も殆ど撤去された。なお、徹底的に破壊された本丸を除き、他の山上曲輪は実際には複数の曲輪で構成された。
現在、本丸跡のある山頂には三等三角点「石ヶ崎」が設置されており、標高は232.57mである。

## ギャラリー

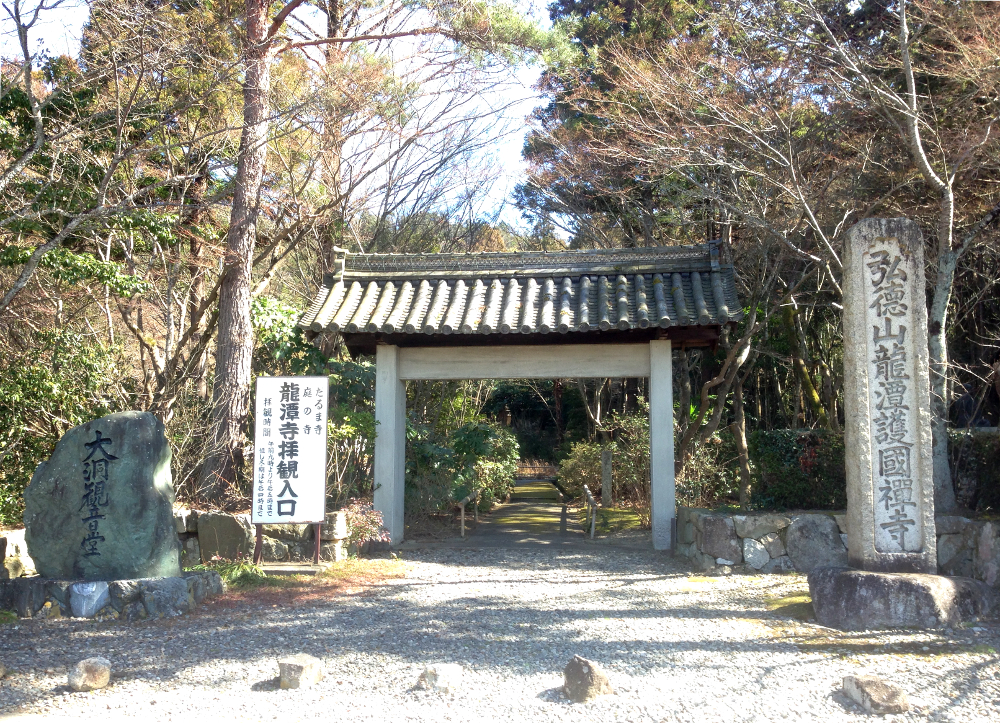
城趾への登山道入口となっている龍潭寺門前
龍潭寺門内に建つ石田三成像
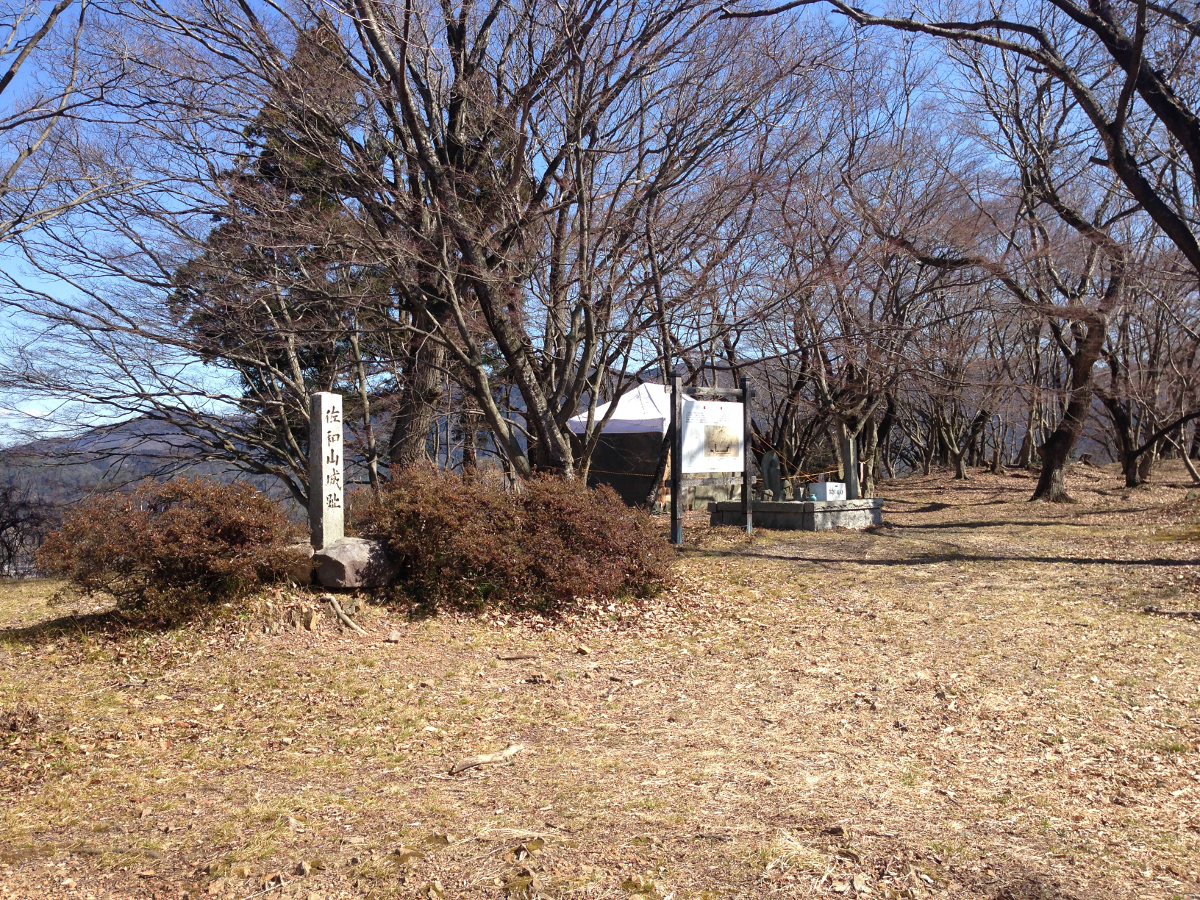
本丸趾
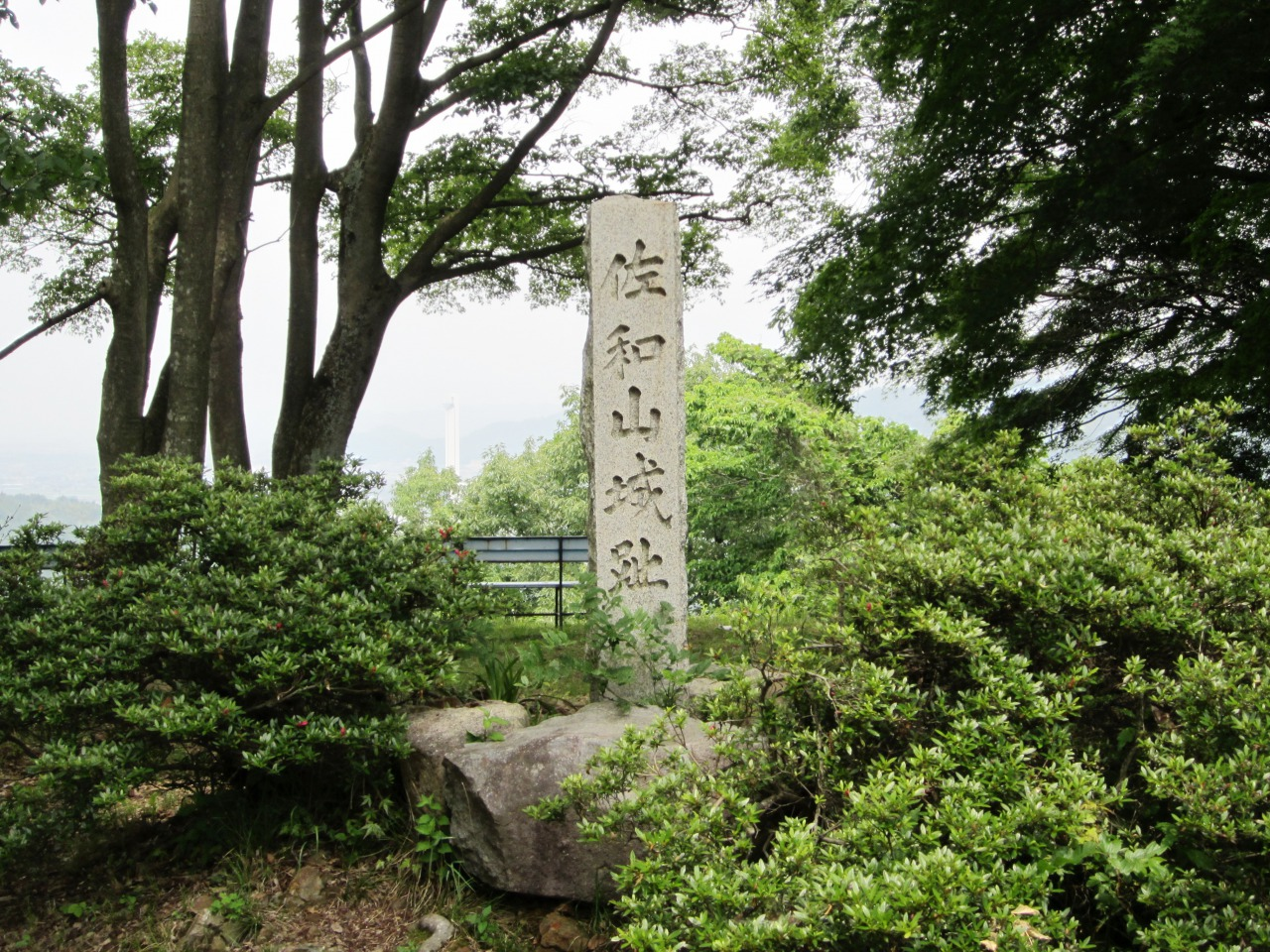
佐和山城跡碑
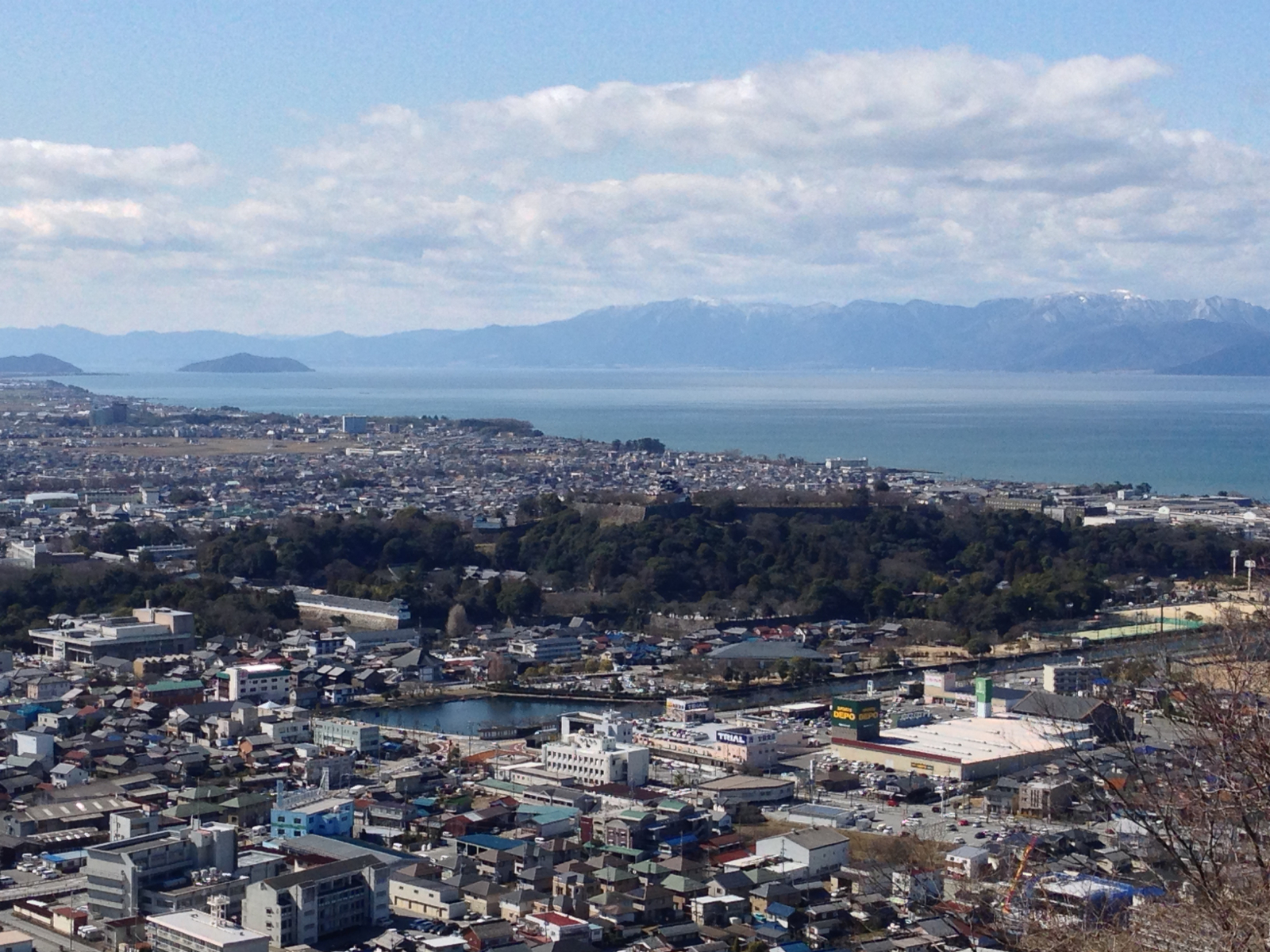
佐和山城本丸趾より臨む彦根城

## その他
- 佐和山藩 - 豊臣政権が近江国に立てた一藩で、佐和山城を藩庁とし、石田三成を藩主とする。徳川政権下で井伊氏に引き継がれたのち、彦根藩の立藩に替えて廃された。
- 佐和山遊園 - 一個人によって石田三成のテーマパークが構想され、1970年代半ばより建設され続けているが、事実上、廃園状態となっている。
- 佐和山一夜城復元プロジェクト - 彦根城築城400年祭のイベントとして、2007年（平成19年）9月1日から16日までの期間限定で開催された。
- 佐和山城跡は、西側山麓にある龍潭寺（彦根市古沢町1104）が所有しているが、好意により無料での入山が許可されており、境内に登山口がある。